# فرانتیشک سووبودا

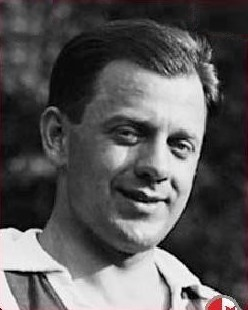
فرانتیشک سووبودا در سال ۱۹۴۲

فرانتیشک سووبودا (چکی: František Svoboda؛ ۵ اوت ۱۹۰۶ – ۶ ژوئیهٔ ۱۹۴۸) یک بازیکن فوتبال اهل چکسلواکی بود.

## باشگاهی
از باشگاه‌هایی که در آن بازی کرده‌است می‌توان به باشگاه فوتبال ویکتوریا ژیژکوف و باشگاه فوتبال اسلاویا پراگ اشاره کرد.

## تیم ملی
وی سابقه ۴۳ بازی در تیم ملی فوتبال چکسلواکی را دارد.